# Julien Van Campenhout
Julien Van Campenhout, född 20 februari 1898, död 26 augusti 1933, var en friidrottare från Belgien. Han deltog vid olympiska sommarspelen 1920 och olympiska sommarspelen 1924.